# Bode Miller
Samuel Bode Miller (IPA [boʊˈdiː]), (Easton, New Hampshire, 12. listopada 1977.) umirovljeni američki alpski skijaš.

## Pobjede u Svjetskom kupu
33 pobjede (8 u spustu, 5 u superveleslalomu, 9 u veleslalomu, 5 u slalomu i 6 u kombinaciji)
| Datum               | Kraj                 | Disciplina        |
| ------------------- | -------------------- | ----------------- |
| 9. prosinca 2001.   | Val d'Isère          | veleslalom        |
| 10. prosinca 2001.  | Madonna di Campiglio | slalom            |
| 6. siječnja 2002.   | Adelboden            | slalom            |
| 22. siječnja 2002.  | Schladming           | slalom            |
| 22. prosinca 2002.  | Alta Badia           | veleslalom        |
| 4. siječnja 2003.   | Kranjska Gora        | veleslalom        |
| 26. listopada 2003. | Sölden               | veleslalom        |
| 22. studenog 2003.  | Park City            | veleslalom        |
| 11. siječnja 2004.  | Chamonix             | kombinacija       |
| 25. siječnja 2004.  | Kitzbühel            | kombinacija       |
| 15. veljače 2004.   | St. Anton            | slalom            |
| 28. veljače 2004.   | Kranjska Gora        | veleslalom        |
| 24. listopada 2004. | Sölden               | veleslalom        |
| 27. studenog 2004.  | Lake Louise          | spust             |
| 28. studenog 2004.  | Lake Louise          | superveleslalom   |
| 3. prosinca 2004.   | Beaver Creek         | spust             |
| 12. prosinca 2004.  | Val d'Isere          | veleslalom        |
| 13. prosinca 2004.  | Sestrières           | slalom            |
| 11. ožujka 2005.    | Lenzerheide          | superveleslalom   |
| 3. prosinca 2005.   | Beaver Creek         | veleslalom        |
| 16. ožujka 2006.    | Åre                  | superveleslalom   |
| 1. prosinca 2006.   | Beaver Creek         | spust             |
| 15. prosinca 2006.  | Val Gardena          | superveleslalom   |
| 20. prosinca 2006.  | Hinterstoder         | superveleslalom   |
| 13. siječnja 2007.  | Wengen               | spust             |
| 29. prosinca 2007.  | Bormio               | spust             |
| 13. siječnja 2008.  | Wengen               | spust             |
| 20. siječnja 2008.  | Kitzbühel            | kombinacija       |
| 27. siječnja 2008.  | Chamonix             | super-kombinacija |
| 3. veljače 2008.    | Val d'Isere          | super-kombinacija |
| 1. ožujka 2008.     | Kvitfjell            | spust             |
| 15. siječnja 2010.  | Wengen               | super-kombinacija |

## Vanjske poveznice
- FIS rezultati  Arhivirana inačica izvorne stranice od 29. rujna 2007. (Wayback Machine)